# Coelogyne imbricans
Coelogyne imbricans é uma espécie de orquídea epífita, família Orchidaceae, originária de Sarawak e Kalimantan, em Borneu.